# Granzay-Gript
Granzay-Gript és un municipi francès situat al departament de Deux-Sèvres i a la regió de la Nova Aquitània. L'any 2007 tenia 830 habitants.

## Demografia

### Població
El 2007 la població de fet de Granzay-Gript era de 830 persones. Hi havia 322 famílies de les quals 52 eren unipersonals (16 homes vivint sols i 36 dones vivint soles), 113 parelles sense fills, 133 parelles amb fills i 24 famílies monoparentals amb fills.
La població ha evolucionat segons el següent gràfic:
Habitants censats

### Habitatges
El 2007 hi havia 352 habitatges, 321 eren l'habitatge principal de la família, 14 eren segones residències i 17 estaven desocupats. 351 eren cases i 1 era un apartament. Dels 321 habitatges principals, 257 estaven ocupats pels seus propietaris, 54 estaven llogats i ocupats pels llogaters i 10 estaven cedits a títol gratuït; 4 tenien dues cambres, 27 en tenien tres, 85 en tenien quatre i 205 en tenien cinc o més. 235 habitatges disposaven pel capbaix d'una plaça de pàrquing. A 108 habitatges hi havia un automòbil i a 203 n'hi havia dos o més.

### Piràmide de població
La piràmide de població per edats i sexe el 2009 era:
| Homes | Edats   | Dones |
| ----- | ------- | ----- |
| 0     | 95 o +  | 1     |
| 2     | 90 a 94 | 2     |
| 2     | 85 a 89 | 5     |
| 4     | 80 a 84 | 1     |
| 9     | 75 a 79 | 11    |
| 9     | 70 a 74 | 20    |
| 6     | 65 a 69 | 16    |
| 13    | 60 a 64 | 12    |
| 10    | 55 a 59 | 6     |
| 28    | 50 a 54 | 31    |
| 50    | 45 a 49 | 31    |
| 44    | 40 a 44 | 48    |
| 35    | 35 a 39 | 31    |
| 29    | 30 a 34 | 24    |
| 38    | 25 a 29 | 26    |
| 32    | 20 a 24 | 24    |
| 35    | 15 a 19 | 38    |
| 22    | 10 a 14 | 23    |
| 35    | 5 a 9   | 20    |
| 21    | 0 a 4   | 12    |

## Economia
El 2007 la població en edat de treballar era de 580 persones, 476 eren actives i 104 eren inactives. De les 476 persones actives 440 estaven ocupades (244 homes i 196 dones) i 35 estaven aturades (15 homes i 20 dones). De les 104 persones inactives 35 estaven jubilades, 40 estaven estudiant i 29 estaven classificades com a «altres inactius».

### Ingressos
El 2009 a Granzay-Gript hi havia 355 unitats fiscals que integraven 933,5 persones, la mediana anual d'ingressos fiscals per persona era de 19.103 €.

### Activitats econòmiques
Dels 34 establiments que hi havia el 2007, 1 era d'una empresa extractiva, 2 d'empreses de fabricació d'altres productes industrials, 8 d'empreses de construcció, 7 d'empreses de comerç i reparació d'automòbils, 5 d'empreses de transport, 1 d'una empresa d'hostatgeria i restauració, 1 d'una empresa financera, 8 d'empreses de serveis i 1 d'una empresa classificada com a «altres activitats de serveis».
Dels 7 establiments de servei als particulars que hi havia el 2009, 1 era un taller de reparació d'automòbils i de material agrícola, 1 paleta, 1 guixaire pintor, 2 fusteries, 1 lampisteria i 1 electricista.
L'any 2000 a Granzay-Gript hi havia 27 explotacions agrícoles que ocupaven un total de 1.274 hectàrees.

## Equipaments sanitaris i escolars
El 2009 hi havia 1 escola maternal i 1 escola elemental.

## Poblacions més properes
El següent diagrama mostra les poblacions més properes.